# Монети середньовічної Персії (Джучиди)
Монети середньовічної Персії карбувалися під управлінням джучидів у період захоплення Джанібеком земель Хорасану та Мавераннахру (1354—1357), пізніше від імені його сина Бердібека (1357). Срібні монети карбувалися також під час другої спроби захоплень земель Хорасану Тохтамишем (1385—1386).

## Історія
Див. також Монети середньовічної Персії (Чагатаїди)
Починаючи з 1219 року, монголи вели завойовницькі війни на територіях Середньої Азії. У 1221—1227 році ними були завойовані Герат, Ісфаган, Фарс та ін. У 1251 році чингізид Хулагу-хан рушив завойовувати асасинів, знищивши халіфат у Багдаді. У 1256 році ним було оголошено про створення власної держави — Улусу Хулагу. У 1335 році, після смерті останнього з роду хулагуїдів Абу-Саїда, держава припинила своє існування. Відсутність спадкоємця на трон привела до суперництва поміж слабкими династіями музаффаридами, панівними у Фарсі та Ісфагані; поміж династіями джалаїрів, що правили в Багдаді та Тебризі; поміж династіями курдів у Гераті. Також сутички поміж місцевими релігійними племенами, такими як сарбадари в Хорасані та пуштуни в Кермані. Не обійшлося без сутичок і серед місцевих емірів на прикордонних районах. Нестабільна політична та економічна ситуації привели до занепаду Персії.
У 1354—1357 (755—758 рік Гіджри) джучид Джанібек скористався занепадом Хорасану і з пропозицією «звільнити Азербайджан від тирана Меліка Ашрафа» ввів 300-тисячне військо на території Хорасану. Джучиди здійснили похід до Хорасану через річку Терек із Сарай-Берке в Дербент, Ширван, Агдам, Барзанд, а потім через Ардебіль і Сарі до Тебризу. До золотординського хана доєдналися війська ширваншаха Кавуса I (1348—1372). Наставник володаря Азербайджану чобаніда Меліка Ашрафа (1343—1356) хулагуїд Ануширван (1344—1357) змушений був втікати з Тебризу, де невдовзі Джанібек оголосив місто своєю тимчасовою резиденцією. Його владу визнали володар Джалаїрського султанату Увайс I та син Ануширвана Газан Бузурґ, якого Джанібек поставив ханом над залишками держави Хулагуїдів (1357—1401). Залишивши свого сина Бердібека, хан повернувся до столиці Золотої Орди. Невдовзі Бердібек, після хвороби батька, також повернувся до Орди. Дізнавшись про від'їзд ханів емір Ахіджук, за підтримки прибічників Меліка Ашрафа, зайняв Тебриз і захопив владу в місті. У вересні 1358 року Гасан II розбив війська Ахіджука відновивши владу джалаїрів.
У 1382 (784 р. Г.) році Гійас ад-дін (1382—1410) завоював Тебриз вбивши свого брата Джалала Хусейна. Проте повноцінним правителем Джалаїрського султанату його визнали лише у 1384 році. На межі 1385/1386 року одним із претендентів на землі Азербайджану був Тохтамиш, який опинився при владі завдяки Тимуру. Але жага до влади Тохтамиша привели до ворожнечі зі своїм посадником. У 1385—1386 роках Тимур захопив більшу частину земель Азербайджану, Тохтамиш повів свої війська на Ширван і осадив Тебриз. Після 7-денної осади хану вдалося зі своїми військами захопити місто Щоб уникнути конфлікту з Тохтамишем місцевий шах Ширвану Ібраґім (1382—1417) карбує монети з іменем джучидського хана фактично підтверджуючи цим визнання влади Золотої Орди. В той час Тимур займає землі в Нагірному Карабасі. Відчувши наближення армії тимуридів шах Ібраґім зустрів їх з «9 багатими дарами», як це робив при чаґатаїдах. Таким чином він уникнув сутички з Тимуром, а згодом Тимур закріпив за ним управління в Ширвані та Шамахах аж до Кавказького хребта. Під час другого вторгнення Тохтамиша на землі Хорасану, карбуються монети з іменем хана у 1386—1390 (788—792 р. Г.) роках. В 1394—1395 (797 р. Г.) тимуриди дають повну відсіч Тохтамишу, завойовуючи землі Азербайджану під керування Тимура.

## Монетний двір у Тебризі
У 1220—1222 роках, під час захоплення монгольськими військами територій Східного Кавказу, місто Тебриз тричі зазнавало наступу монголів і тричі відкуплялися від пограбувань. У XIII—XIV ст. Тебриз одна зі столиць Ільханів — держави Хулагуїдів. В 1356 році хан Джанібек почав проти володаря Азербайджану Мелік Ашрафа війну і завоював Тебриз, поставши намісником свого сина Бердібека. Нині один з історичних центрів Ірану (провінція Східний Азербайджан), який розташований в долині озера Урмії поміж двох вулканічних конусів Сехенду та Ейналі та в 619 км від Тегерану.

Карбування в Тебризі. Данг. 1357 рік. Джанібек

У 1357 році, перед поверненням з Азербайджану до Сараю хан Джанібек карбував у Тебризі (араб. تبريز) срібні данги та мідні пули. На аверсі дангів у крапковому та лінійному колах карбувалася легенда у 2 рядки: «Султан справедливий / Джанібек-хан». Поміж рядками «вузли щастя». На реверсі в крапковому та лінійному колах у шестикутнику надпис: «Карбування Тебризу. 757» (араб. ٧٥٧ تبريز ﺿﺭﺏ). Існують різновиди з надписом у картушу, з малими 6-кутними зірками на реверсі, та без «вузлів щастя» на аверсі. За часів Бердібека карбувалися подібні данги (вага 1,05 гр.) з 5-кутником на аверсі та реверсі. На реверсі п'ятикутник з'єднувався з лінійним колом малими колами. Подібні монети з вагою 1,94-2,1 гр. карбувалися і за часів Тохтамиша у 1386 (788 р. Г.) році.

Карбування у Тебризі. Пул. 1357 рік. Джанібек

Мідні пули карбувалися подібні до сарайського випуску часів Джанібека. На аверсі 6-дуговому карушу 6-пелюсткова розета, на реверсі в 6-кутнику вихідні дані.

## Монетний двір у Астрабаді (Базарі)
Дивись також Монетний двір у Астрабаді (Базарі) Чаґатаїди
На території сучасного міста Ґорґан (араб. گرگان‎) до 1937 року — Астрабад, або Астарбад) у його старій частині, розміщений Налбанданський (укр. Древній) базар, на якому в часи середньовіччя карбували монети ільхани та за часів правління Буян-Кулі (1348—1358), чагатаїди. Також у 1356—1357 роках, під час походу Джанібека на Хорасан, карбувалися монети і з його іменем. У 1384 році Тимуриди завоювали місто Астрабад і поруйнували його. На початку XV ст. місто знову відродилося. Саме на цьому базарі збереглося найбільше історичних пам'яток Ґорґану. Ґорґан є центром провінції Голестан (Іран) і розміщений бл. в 400 км від Тегерану та бл. 30 км від Каспійського моря.

Карбування в Астрабаді (Базар), подвійний дирхам (2,7 г), 1356—1357, Джанібек

В часи захоплення Джанібеком Хорасану карбуються монети в Астрабаді з позначенням місця карбування «Базар» (араб. بازار). Відомі подвійні дирхами того періоду середньою вагою 2,58—3,1 гр. На аверсі в подвійному лінійному (середній крапковий) 6-дуговий картуш сполученого колами з лінійним колом, в полі надпис в 3 рядки з позначенням імені Джанібека. На реверсі в лінійному колі 4-дуговий картуш. В полі надпис в 3 рядки, з боків віньєтки.

## Монетний двір у Махмудабаді
Махмудабад — місто на північному заході Ірану, в провінції Західного Азербайджану, в 440 км від Тегерану. Входить до складу шахрестану Шахіндеж.

Карбування у Махмудабаді, дирхам, 1385—1386, Тохтамиш

У 1385—1386, 1389—1390 (787, 792 р. Г.) роках у Махмудабаді (перс. محمودآباد) карбувалися срібні дирхами з позначенням імені Тохтамиша. Вага — 1,64 гр. На аверсі в центрі поля арабський надпис у 3 рядки: «Ас-султан найвищий/Тохтамиш бахатур-хан/нехай подовжиться його правління». Над першим верхнім та останнім нижнім рядками позначене місце карбування, в сегментах дата абджадом. На реверсі в 3 рядки, сформованих в чотирикутник, Шагада Ісламу: «Немає Бога крім Аллаха і Магомет — пророк його» (араб. أشهد أن لا إله إلا الله وأشهد أن محمدا رسول الله)‎, з боків імена 4 праведних халіфів: Абу-Бакра, Умар ібн аль-Хаттаба, Осман ібн Аффана та Алі ібн Абу Таліба.

## Монетний двір у Амолі
Починаючи з III ст, і до XIII—XIV ст. Амол був столицею Мазендерану. В 1356—1358 роках, під час походу Джанібека на землі Хорасану відбувалося карбування монет в містах контрольованих золотоординськими військами. Нині місто Амол знаходиться на півночі Ірану, в остані Мазендеран, адміністративний центр шахрестану Амол. Розташоване в 10 км північніше гір Ельбурс, за 15 км від узбережжя Каспійського моря на річці Хараз.

Карбування в Амолі, динар (вага 4,32 гр.) 1356 (758 р. Г.) Джанібек

Після походу Джанібека на землі Хорасану у 1356 (758 р. Г.) році карбуються золоті (вага бл. 4,32 гр.) та срібні (вага бл. 3,72 гр.) динари з позначенням його імені в місті Амол (перс. آمل‎). Монети виготовлялися одним штемпелем як для золотих так і для срібних монет. На аверсі в лінійному колі 4-дуговий картуш на стиках сполучений малими колами з лінійним колом. В полі монети надпис. На реверсі в подвійному лінійному колі легенда.

## Монетний двір у Ардебілі
Після повернення Джанібека у свої володіння Золотої Орди захопленими землями Хорасану почав керувати джучид Бердібек. Його правління складало менше 2-х місяців, так як він повернувся до Сараю для участі в боротьбі за золотоординський престол. Скориставшись цим владу у Азербайджані захопив емір Ахіджук (1357—1359). Нині місто в Іранському Азербайджані (Іран).

Карбування в Ардебілі, данг, 758 р. Г. Бердібек

За своє недовге правління в Ардебілі (перс. اردبی‎) карбуються срібні данги з іменем Бердібека. На аверсі в лінійному подвійному колі надписи. На реверсі в лінійному колі 6-дуговий картуш із загостреними кутами. В центрі картушу легенда.

## Монетний двір у Меразі
Після близькосхідного походу Хулагу (1256—1260) та заснування ним держави Ільханів місто Мераге у 1256—1265 роках стало столицею держави. В другій половині 50 років XIV ст., після припинення існування держави Ільханів, місто опинився під номінальною владою місцевих шейхів та під управлінням джучидів. На початку XV ст. Мараге відійшло до держави Тимуридів. Нині місто розташоване на півдні від вулкану Сехенд на березі річки Суфі, притоки Урмії на північному заході Ірану (Остан Східний Азербайджан).

Карбування у Меразі, данг (0,67 гр.), Джанібек, 1356 (757 р. Г.) рік

У Меразі (перс. مراغه) монети джучидів карбувалися в останні роки правління Джанібека після його захоплення Тебриза та решти територій Хорасану. На аверсі в подвійному лінійному (середній крапковий) 6-дуговий картуш сполученого колами з лінійним колом, в полі надпис в 3 рядки з позначенням імені Джанібека. На реверсі в лінійному колі 4-дуговий картуш. В полі надпис в 3 рядки, з боків віньєтки.

## Монетний двір у Сарві
Сарв — невелике поселення в районі Мокріян-е Шаркі, округу Махабад, провінції Західний Азербайджан.

Карбування у Сарві, дирхам, 1356 (755 р. Г.), Джанібек

У 1356—1357 роках у Сарві (перс. سرو) карбувалися монети з позначнням імені хана Джанібека. В трьох колах (середній крапковий) карбувалася легенда в 2 рядки: «Ас-султан справедливий Джанібек-хан». На реверсі в подібних колах позначення монетного двору та рік абджадом.

## Монетний двір у Сарі
Місто на півночі Ірану, між північними схилами гір Ельбурсу та на півдні Каспійського моря. Адміністративний центр провінції Мазендеран.

Карбування у Сарі, данг, 1357 (758 р. Г.) Джанібек

Під час походу Джанібека на землі Хорасану карбувалися срібні данги з позначенням монетного двору Сарі (перс. ساری). На аверсі в подвійному лінійному та центральному крапковому колах карбувалася легенда: «Султан справедливий Джанібек-хан». Праворуч від центру 2 «вузли щастя». На реверсі в 6-кутному картушу надпис: «Карбування Сарі. 758»